# 맥라렌 F1
맥라렌 F1(영어: McLaren F1)은 맥라렌 오토모티브에서 총 106대 분량으로 1992년부터 1998년까지 한정 생산했던 스포츠카이다. 

## 디자인

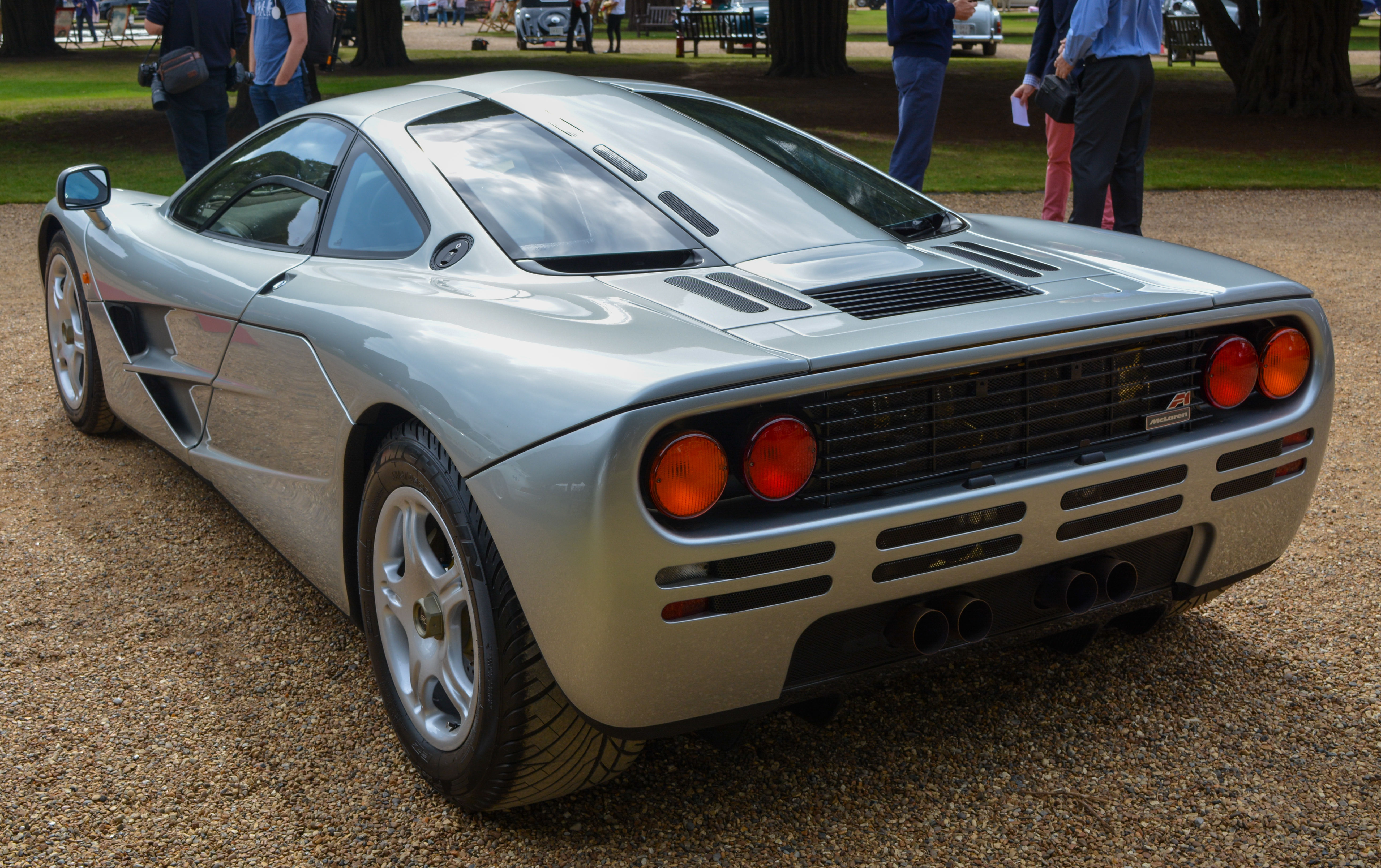
맥라렌 F1의 후방

### 엔진

#### 역사

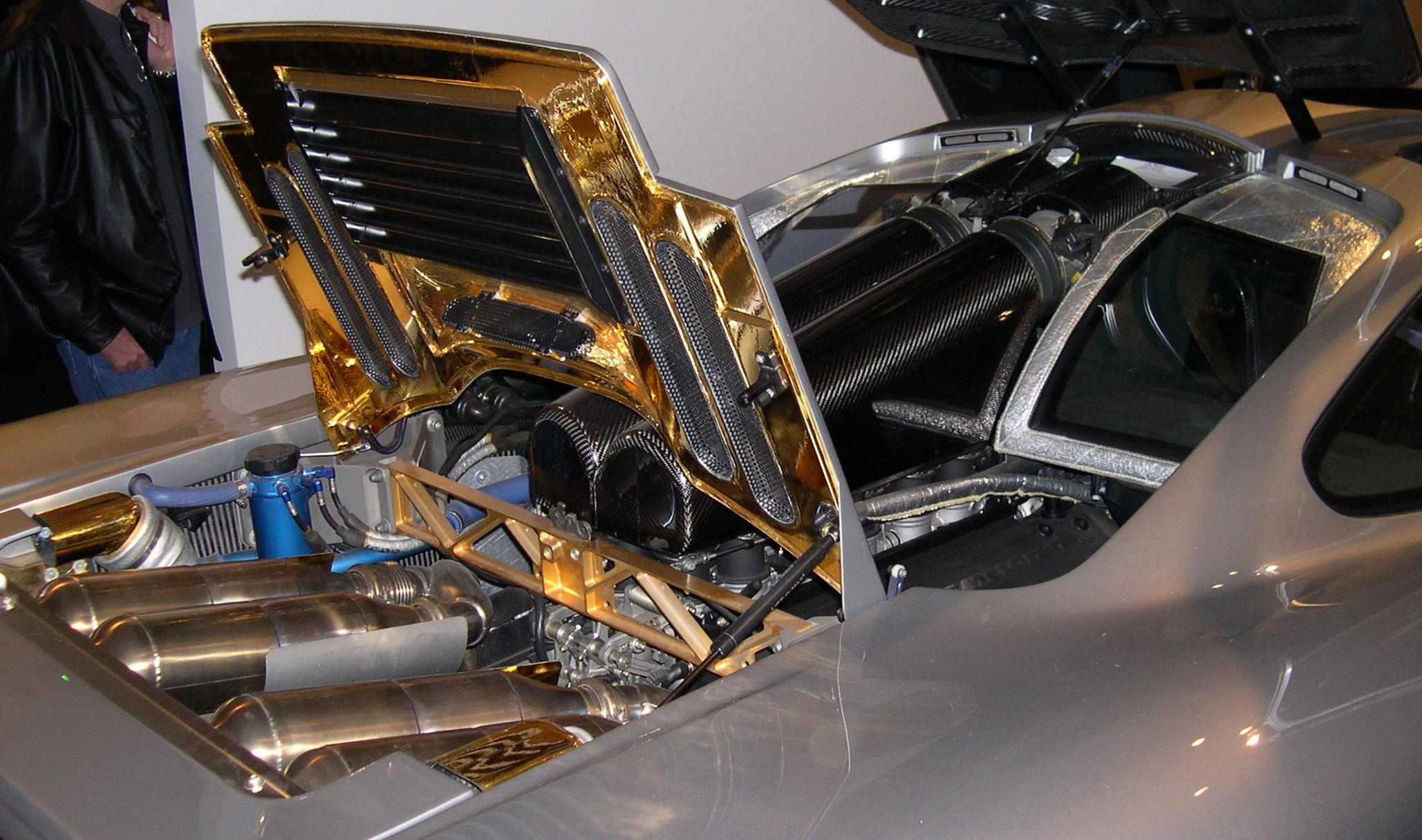
맥라렌 F1의 엔진 컴파트먼트에는 미드 마운트 BMW S70/2 엔진이 포함되어 있으며 열 차폐의 방열판으로 금박을 사용한다.

고든 머레이는 맥라렌 F1의 엔진이 신뢰성과 운전자 제어를 향상시키기 위해 자연적으로 흡기되어야 한다고 주장하였다. 터보차저와 슈퍼차저는 전력을 증가시키지만 복잡성을 증가시키고 안정성을 감소시킬 뿐만 아니라 대기 시간 및 피드백 손실의 추가 측면을 도입할 수 있다. 따라서 엔진을 최대한 제어할 수 있는 운전자의 능력이 손상된다. 머레이는 처음에 600 mm (23.6 in)의 블록 길이와 250 kg (551 lb)의 총 중량을 가진 410 kW (550 hp; 557 PS) 등급의 발전소를 위해 혼다에 접근했다. 당시 지배적이었던 맥라렌/혼다 자동차의 포뮬러 원 발전소이며 혼다가 거부했을 때, 당시 포뮬러 원에 참가할 계획이었던 이스즈 자동차는 로터스 자동차 섀시에서 3.5리터 V12 엔진을 테스트했다. 회사는 엔진을 F1에 장착하는 데 매우 관심이 있었다. 하지만 디자이너들은 검증된 디자인과 레이싱 혈통을 지닌 엔진을 원했다.

## 모터스포츠
로드 카로 처음 출시된 후 모터스포츠 팀은 맥라렌이 국제 시리즈에서 경쟁할 F1의 레이싱 버전을 제작하도록 설득하였다. 1995년부터 1997년까지 세 가지 버전의 경주용 자동차가 개발되었다.
F1 GTR 중 일부 모델은 자동차가 더 이상 국제 레이싱 시리즈에 참가할 수 없게 된 후 거리용으로 전환되었다. 소음기, 조수석을 추가하고 공공 도로의 지상고를 높이기 위해 서스펜션을 조정하고 공기 제한 장치를 제거하여 도로 사용 등록을 할 수 있었다.

### F1 GTR 1995

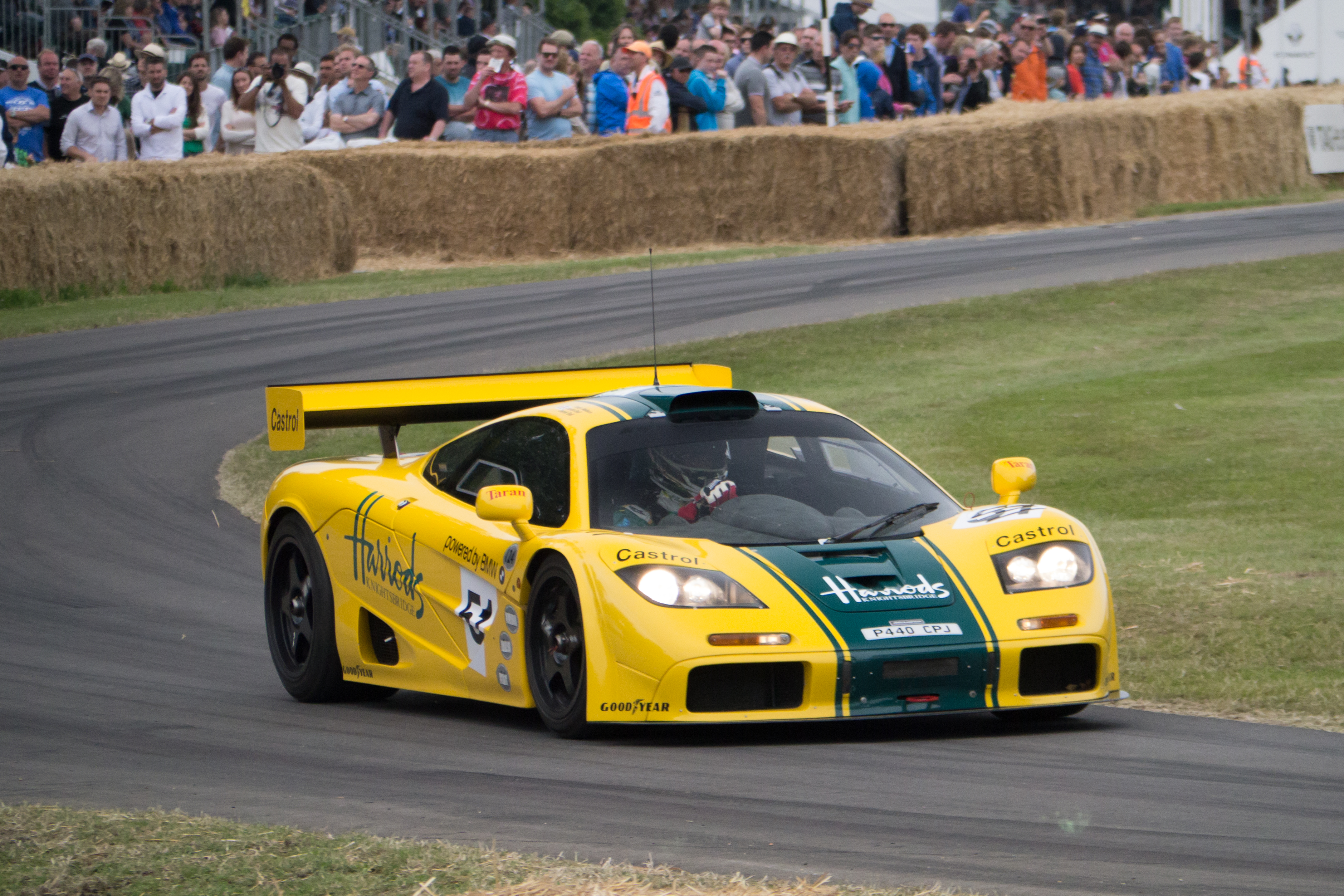
1995년식 F1 GTR

### F1 GTR 1996

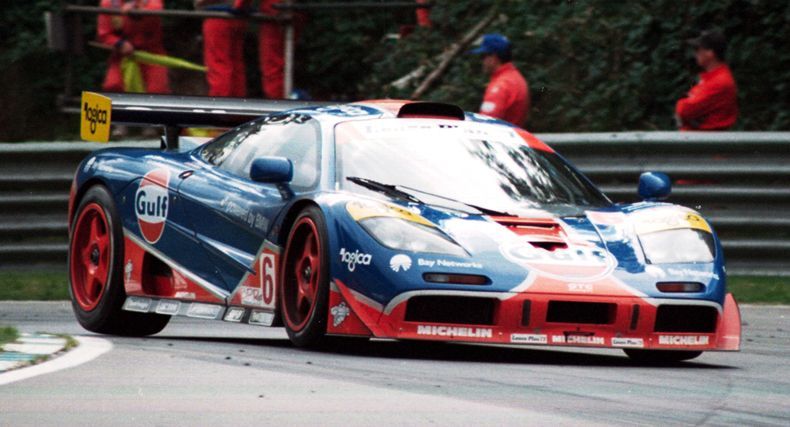
1996년식 F1 GTR

### F1 GTR 1997

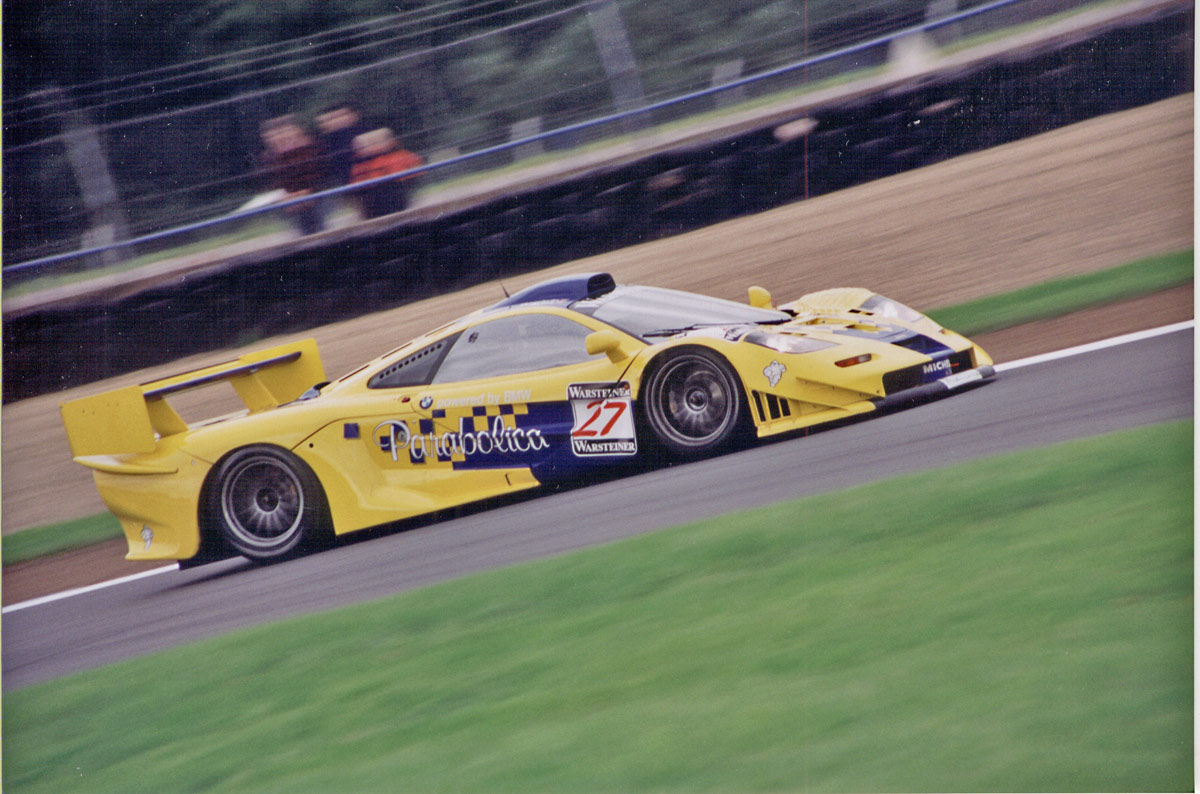
1997년식 F1 GTR

### F1 LM
우승한 차량을 포함하여 1995년 르망 24시간 레이스를 완주한 5대의 맥라렌 F1 GTR을 기념하여 제작된 5대의 특수 자동차 시리즈이다.

### F1 HDK

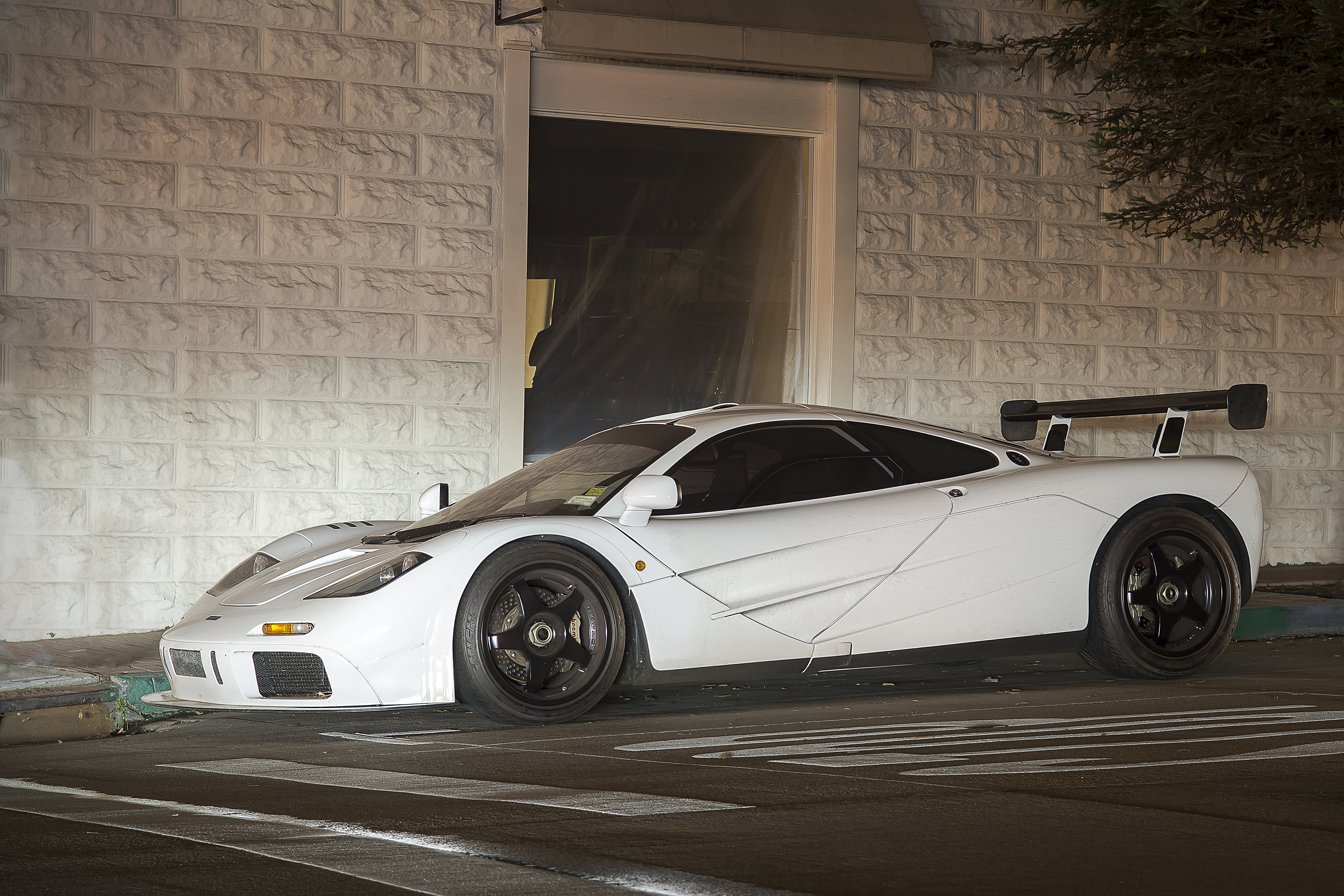

2대의 맥라렌 F1이 "LM 사양"으로 업그레이드 되었으며 섀시 번호는 073 및 018이다. 엔진은 무한 GTR 사양으로 업그레이드되어 500 kW (671 hp; 680 PS)의 출력을 제공하고 엑스트라 하이 다운포스 키트가 추가되었으며 F1 LM보다 실내가 더 편안해졌다. 차대 번호 018번 차량은 에어컨 업그레이드, 헤드램프 가스배출형, 스티어링휠 14인치로 변경되었다. 또한 레이스 사양의 댐퍼와 스프링을 가장 부드러운 세팅으로 설정해 편안한 도로 주행을 가능하게 했다. 표준 17인치 대신 18인치 GTR 휠이 사용되었으며 타이어는 미쉐린 파일럿 스포츠 유닛이다.

### F1 GT
맥라렌 F1을 베이스로 제작된 스포츠 카이다. 총 3량이다.

## 비디오 게임에서의 등장
- 포르자 호라이즌 4
- 아스팔트 8: 에어본 - 맥라렌 F1 XP-5
- 아스팔트 니트로 - 맥라렌 F1